# Memory (roman)
Pour les articles homonymes, voir Memory.
 (février 2024).
Si vous disposez d'ouvrages ou d'articles de référence ou si vous connaissez des sites web de qualité traitant du thème abordé ici, merci de compléter l'article en donnant les références utiles à sa vérifiabilité et en les liant à la section « Notes et références ».
Memory (titre original en anglais : Memory) est un roman de science-fiction de l'écrivain américain Lois McMaster Bujold, paru en 1996. Il constitue le treizième volet suivant de la Saga Vorkosigan selon l'ordre chronologique de celle-ci.
Les éditions J'ai lu ont réédité l'ensemble des œuvres de la saga Vorkosigan en intégrale dans des traductions révisées. Le titre français du roman Memory n'a pas changé à sa réédition en 2013.

## Résumé
Alors que Miles est en mission de sauvetage, il est pris d'une crise d'une convulsion, séquelle de sa cryoréanimation, qui manque de peu le faire échouer. Rappelé par son chef Simon Illyan, il falsifie son rapport de mission pour cacher cette erreur de peur de perdre son identité alternative, mais il est découvert et renvoyé du service impérial. Il fête ses trente ans en civil. Cependant, alors que Simon Illyan est victime d'une étrange attaque biochimique, par loyauté pour lui Miles insiste auprès de l'empereur Gregor Vorbarra pour mener l'enquête et découvrir l'origine de cette maladie. Cette mission le force à remettre en question son identité, mais prouve ses compétences et lui permet d'accéder définitivement au rôle d'auditeur impérial, nommé par l'empereur.

## Éditions
- Memory, Baen Books, 1996
- Memory, J'ai lu, Coll. « Science-Fiction », no 5230, 1999, traduction de Geneviève Blattmann  (ISBN 2-290-05230-2)
- Memory, J'ai lu, Coll. « Science-Fiction », no 5230, 1999, traduction de Geneviève Blattmann  (ISBN 2-290-35032-X)
- Memory, in recueil La Saga Vorkosigan : Intégrale - 4, J'ai lu, Coll. « Nouveaux Millénaires », 2013, traduction de Geneviève Blattmann révisée par Sandy Julien  (ISBN 978-2290029299)